# João Bosco Barbosa de Sousa
Dom Frei João Bosco Barbosa de Sousa, O.F.M. (Guaratinguetá, 8 de dezembro de 1952) é um bispo católico brasileiro, membro da Ordem dos Frades Menores. Recebeu a ordenação sacerdotal no dia 7 de janeiro de 1978, e a ordenação episcopal no dia 25 de março de 2007.

## Estudos
- Filosofia, no Instituto Filosófico e Teológico Franciscano (Petrópolis)
- Teologia, no Instituto Filosófico e Teológico Franciscano (Petrópolis)
- Curso de Jornalismo: Pontifícia Universidade Católica de São Paulo (1983-1986);
- Curso de Comunicação Social da UCIP - União Católica Internacional de Imprensa (8 semanas – nos países do Leste Europeu).

## Atividades desenvolvidas como sacerdote
- Vigário paroquial na paróquia Santo Antônio do Pari, arquidiocese de São Paulo (1978-1982);
- Pároco da paróquia São Francisco de Assis, arquidiocese de São Paulo (1983-1987; 1995-1997; 2004-2007);
- Diretor de Produção da agência SONOVISO do Brasil, que realiza audiovisuais de caráter formativo e religioso na arquidiocese de São Sebastião do Rio de Janeiro (1988-1994);
- Membro do Conselho Provincial (1998-2000);
- Pároco da paróquia São Pedro Apóstolo, em Pato Branco, diocese de Palmas - Francisco Beltrão (2000-2003);
- Presidente da Fundação Cultural Celinauta – Rádios Celinauta AM e Movimento FM e TV Sudoeste em Pato Branco, PR, diocese de Palmas – Francisco Beltrão (desde 1998).

Frei João Bosco Barbosa de Sousa foi nomeado bispo pelo Papa Bento XVI para a Diocese de União da Vitória, no Paraná. Ordenação Episcopal ocorreu em 25 de março de 2007 na Paróquia São Francisco de Assis; ordenante principal: Dom Frei Cláudio Cardeal Hummes. e Co-ordenantes: Dom Frei Luís Flávio Cappio e Dom Antônio Celso Queiroz.
No dia 16 de abril de 2014, o Papa Francisco nomeou D. João Bosco Barbosa de Sousa bispo da Diocese de Osasco, em São Paulo.
Em 22 de abril de 2015, foi eleito presidente da Comissão Episcopal Pastoral para a Vida e a Família da Conferência Nacional dos Bispos do Brasil, sucedendo a Dom João Carlos Petrini. Seu mandato durou até 8 de maio de 2019, quando foi substituído por Dom Ricardo Hoepers.